# ميناء العيون
يُعَد ميناء العيون الميناء الرئيسي المتعدد الأنشطة لمنطقة الجنوب الكبير بالمملكة المغربية الذي يصل نشاطها التجاري ما يقرب من 5 ملايين طن سنويا تتكون أساسا من واردات المحروقات وصادرات الفوسفات والرمال. وهو أيضا أول ميناء صيد في المملكة بما يقرب ٪43 من المنتجات المصطادة تأتي من الصيد الساحلي.
تشكل موانئ العيون والداخلة ركائز حركة العبور المينائي التجاري لمنطقة الجنوب الكبير. ويعالج ميناء العيون ٪89 من الحركة التجارية للمنطقة.

## الخصائص
27°05’ الموقع : غربا ’57°13 - شمالا
طبيعة النشاط: الصيد والمساحلة
طريق الولوج : الطريق الوطنية رقم 1 بين العيون وبوجدور.

## نبذة تاريخية
تم تشغيل ميناء العيون في سنة 1986 لضمان إمداد الاقاليم الجنوبية للمملكة فضلا عن معالجة وتطوير الموارد السمكية في المنطقة. اكتمل بناؤه في 1987. وتطلب التزايد السريع لحركة العبور المينائي توسيعا أولا في سنة 1991 وثانيا في 1997.
ينمو النشاط المينائي باستمرار مما عجّل بتوسيع ثالث في عام 2003 تفضل بافتتاح تشغيله الملك محمد السادس في 22 مارس 2006.

## البنيات التحتية للميناء[2]

### منشآت الحماية
حاجز أمواج رئيسي بطول إجمالي يصل 1925 متر؛
حاجز عرضي بطول إجمالي يصل 1050 متر؛
حاجز مضاد :
◊ حاجز مضاد قديم بطول 225 متر؛
◊ حاجز مضاد جديد يبلغ طوله 220 متر؛
سد لوقف الرمال 141 متر.

### منشآت رسو السفن
1391 متر من الأرصفة مخصصة لحركة عبور الصيد والتجارة

#### ميناء الصيد
◊ رصيف رقم 4 يبلغ طوله 225 متر بعمق – 4.00 أمتار لتفريغ السمك ؛
◊ رصيف رقم 5 بطول 295 متر وعمق – 4.00 أمتار لتفريغ السمك ؛
◊ رصيف جديد لبناء السفن 55 متر؛
◊ 10 مواقف تفريغ الأسماك الصناعية بطول إجمالي 150 متر وعمق – 4.00 أمتار ؛
◊ أرصفة عائمة بطول 72 متر؛
◊ مجموع أرصفة الصيد : 797 متر.

#### الميناء التجاري
◊ رصيف رقم 1 يبلغ طوله 150 متر بعمق – 6.50 أمتار لحركة عبور الرمل والمحروقات؛
◊ رصيف رقم 4 يبلغ طوله 276 متر بعمق – 6.50 أمتار لحركة عبور البضائع المختلفة والمحروقات؛
◊ رصيف رقم 2 يبلغ طوله 143 متر بعمق – 6.50 أمتار لحركة عبور البضائع المختلفة؛
◊ منحدر الرورو عرضه 25 متر؛
◊ مجموع المنصات التجارية : 594 متر.

### مسطحات
16, 60 هكتار مخصصة للصيد والتجارة.

### حوض مائي
33 هكتار .

## خدمات الميناء[3]
تقع مصانع تحويل وتطوير الأسماك (التجميد والتعليب و صناعة زيت ومسحوق السمك) والمستودعات النفطية خارج الميناء.
علاوة على ذلك يوفر ميناء العيون العديد من الخدمات بما في ذلك مصانع الثلج داخل ومحطات للتزود بالوقود وسوق السمك. وتقع جميع هذه الخدمات في الميناء التجاري باستثناء سوق السمك وجسر الميزان اللذان يجري تحويلهما نحو ميناء الصيد.

## أنشطة الميناء[4]
ميناء العيون في الصحراء المغربية هو ميناء مختص في التجارة والصيد.

## الظروف البحرية[5]

### شروط ولوج الميناء
يوجد ممر اقتراب نحو النقطة الموجودة على بعد 0.2 ميل جنوب الحاجز الرئيسي (بين العوامتين الرئيسيتين). عند وصول هذه النقطة تأخذ السفن المستوى °040 في منتصف الممر. يجب تجنب الحاجز المضاد الغربي عند المدخل بالدوران يسارا بزاوية كبيرة نوعا ما يجعل الولوج صعبا عندما تكون الأحوال الجوية سيئة.
يتم تمييز المدخل الذي يبلغ عرضه 140 م من خلال أضواء جانبية على مؤخرة الحواجز المضادة.

### تعليمات الإبحار
منطقة الإرساء رباعي اضلاع مستطيل ذي الزوايا (أ) و(ب) و(ت) و(ج) التي توافق على التوالي النقاط الجغرافية التالية :
خط الطول=00 ,’07°27 شمالا ; خط العرض=80 ,’29 °013 ,غربا ◊
خط الطول=00 ,’07°27 شمالا ; خط العرض=00 ,’27 °013 ,غربا ◊
خط الطول=00 ,’05°27 شمالا ; خط العرض=00 ,’27 °013 ,غربا ◊
خط الطول=00 ,’05°27 شمالا ; خط العرض=80 ,’29 °013 ,غربا ◊
يخصص الجزء الغربي من هذه المنطقة للسفن الناقلة للمحروقات والبضائع الخطرة. و يحظر الصيد في هذه المنطقة.
بسبب سوء الأحوال من القطاع الغربي والأمواج القوية يجب على السفن تجنب الإرساء بالمنطقة المينائية والعبور إلى عرض البحر في انتظار الهدوء. يصل عرض مدخل الميناء 140 م توجه ° 040 بعمق -7 إلى -6 .5 أمتار وطول 0.3 ميل.

## رواج الميناء[6]

### إجمالي حجم الميناء
حوالي ٪43 من الأسماك الساحلية أي حركة عبور سنوية تصل 380000 طن بقيمة تجارية تصل 760 مليون درهم.

## خطوط منتظمة[7]
يتوفر الميناء على خط منتظم يربط بين نواذيبو والداخلة والعيون ولاس بالماس تؤمنه سفينة حاويات.